# 邹娃
邹娃（1956年1月—），广东南海人，中国女子跳远运动员。她曾在泰国曼谷举行的1978年亚洲运动会中以6米28的成绩获得女子跳远金牌。